# Ephesia rebeli
Ephesia rebeli är en fjärilsart som beskrevs av Diószeghy 1935. Ephesia rebeli ingår i släktet Ephesia och familjen nattflyn. Inga underarter finns listade i Catalogue of Life.